# Podział administracyjny Kościoła katolickiego w Togo
Podział administracyjny Kościoła katolickiego w Togo – w ramach Kościoła katolickiego w Togo funkcjonuje obecnie jedna metropolia, w której skład wchodzi jedna archidiecezja i sześć diecezji. 
Jednostki administracyjne Kościoła katolickiego obrządku łacińskiego w Togo:

## Podział administracyjny
- Archidiecezja Lomé
  - Diecezja Aného
  - Diecezja Atakpamé
  - Diecezja Dapaong
  - Diecezja Kara
  - Diecezja Kpalimé
  - Diecezja Sokodé